# Copa do Brasil 2001
Der Copa do Brasil 2001 war die dreizehnte Austragung dieses nationalen Fußball-Pokal-Wettbewerbs in Brasilien. Die Copa wurde vom Brasilianischen Sportverband, dem CBF, ausgerichtet. Der Pokalsieger war als Teilnehmer an der Copa Libertadores 2001 qualifiziert.

## Saisonverlauf
Der Wettbewerb startete am 14. März 2001 in seine Saison und endete am 17. Juni 2001. Am Ende der Saison errang der Grêmio FBPA den Titel zum vierten Mal. Torschützenkönig wurde Washington Stecanela Cerqueira von der AA Ponte Preta mit 12 Treffern.
Höchste Siege
- FC São Paulo – Botafogo FC (PB): 10:0 (26. März 2001 – 1. Runde Rückspiel)

## Teilnehmer
Teilnehmer waren 27 Sieger der Staatsmeisterschaften 2000. Aus dem Bundesstaat kam neben dem Staatsmeister ein Teilnehmer aus einer gesonderten Qualifikationsrunde.
Des Weiteren waren die 14 Mitglieder der blauen Gruppe der Copa João Havelange 2000 eingeladen. Allerdings nahmen hiervon die Klubs Cruzeiro, Palmeiras und Vasco da Gama aufgrund ihrer Teilnahme an der Copa Libertadores 2001 nicht teil.
Sowie der Sieger der Gruppen Grün und Weiß der J. Malucelli Futebol. Ursprünglich waren auch die Finalisten (Paraná Clube und São Caetano) der gelben Gruppe qualifiziert. Auch der São Caetano war für Copa Libertadores qualifiziert und nahm nicht teil. Die Berechtigung für Paraná Clube wurde später zurückgezogen. Nachdem der CA Bandeirante seine Teilnahme absagte, nahm der Paraná Clube dessen Platz ein.
Im Vergleich zur Vorsaison wurde das Teilnehmerfeld von 69 auf 64 gesenkt. Neben den qualifizierten Teilnehmer füllten die restlichen Klubs auf Einladung des Verbandes CBF das Teilnehmerfeld auf.
| Bundesstaat         | Klub                                               | Qualifizierung                    |
| ------------------- | -------------------------------------------------- | --------------------------------- |
| Acre                | Rio Branco FC (AC)                                 | Staatsmeister 2000                |
| Alagoas             | AS Arapiraquense                                   | Staatsmeister 2000                |
| Alagoas             | CS Alagoano                                        | Einladung des CBF                 |
| Amapá               | Santos FC (AP)                                     | Staatsmeister 2000                |
| Amazonas            | Nacional FC (AM)                                   | Staatsmeister 2000                |
| Amazonas            | São Raimundo EC (AM)                               | Einladung des CBF                 |
| Bahia               | EC Vitória                                         | Staatsmeister 2000                |
| Bahia               | EC Bahia                                           | Havelange Blaue Gruppe            |
| Brasília            | SE Gama                                            | Staatsmeister 2000                |
| Ceará               | Fortaleza EC                                       | Staatsmeister 2000                |
| Ceará               | Ceará SC                                           | Einladung des CBF                 |
| Espírito Santo      | Associação Desportiva Ferroviária Vale do Rio Doce | Staatsmeister 2000                |
| Espírito Santo      | Cachoeiro FC                                       | Sieger der Qualifizierung         |
| Goiás               | Goiás EC                                           | Staatsmeister 2000                |
| Goiás               | AA Anapolina                                       | Einladung des CBF                 |
| Goiás               | Goiânia EC                                         | Einladung des CBF                 |
| Goiás               | Vila Nova FC                                       | Einladung des CBF                 |
| Maranhão            | Moto Club de São Luís                              | Staatsmeister 2000                |
| Maranhão            | Sampaio Corrêa FC                                  | Einladung des CBF                 |
| Mato Grosso         | SER Juventude                                      | Staatsmeister 2000                |
| Mato Grosso         | Mixto EC                                           | Einladung des CBF                 |
| Mato Grosso do Sul  | EC Comercial (MS)                                  | Staatsmeister 2000                |
| Mato Grosso do Sul  | Operário FC (MS)                                   | Einladung des CBF                 |
| Minas Gerais        | Atlético Mineiro                                   | Staatsmeister 2000                |
| Minas Gerais        | América Mineiro                                    | Havelange Blaue Gruppe            |
| Minas Gerais        | Villa Nova AC                                      | Einladung des CBF                 |
| Minas Gerais        | UR Trabalhadores                                   | Einladung des CBF                 |
| Pará                | Paysandu SC                                        | Staatsmeister 2000                |
| Pará                | Castanhal EC                                       | Einladung des CBF                 |
| Pará                | Clube do Remo                                      | Einladung des CBF                 |
| Paraíba             | FC Treze                                           | Staatsmeister 2000                |
| Paraíba             | Botafogo FC (PB)                                   | Einladung des CBF                 |
| Paraná              | Athletico Paranaense                               | Staatsmeister 2000                |
| Paraná              | Coritiba FC                                        | Havelange Blaue Gruppe            |
| Paraná              | J. Malucelli Futebol                               | Havelange Sieger Grün Weiß        |
| Paraná              | Paraná Clube                                       | Havelange Sieger Gelb             |
| Pernambuco          | Sport Recife                                       | Staatsmeister 2000                |
| Pernambuco          | Santa Cruz FC                                      | Havelange Blaue Gruppe            |
| Pernambuco          | Náutico Capibaribe                                 | Einladung des CBF                 |
| Piauí               | Ríver AC                                           | Staatsmeister 2000                |
| Piauí               | EC Flamengo                                        | Einladung des CBF                 |
| Rio de Janeiro      | CR Flamengo                                        | Staatsmeister 2000                |
| Rio de Janeiro      | Botafogo FR                                        | Havelange Blaue Gruppe            |
| Rio de Janeiro      | Fluminense FC                                      | Havelange Blaue Gruppe            |
| Rio de Janeiro      | Americano FC (RJ)                                  | Einladung des CBF                 |
| Rio Grande do Norte | ABC Natal                                          | Staatsmeister 2000                |
| Rio Grande do Norte | América FC (RN)                                    | Einladung des CBF                 |
| Rio Grande do Sul   | SER Caxias do Sul                                  | Staatsmeister 2000                |
| Rio Grande do Sul   | SC Internacional                                   | Havelange Blaue Gruppe            |
| Rio Grande do Sul   | EC Juventude                                       | Havelange Blaue Gruppe            |
| Rio Grande do Sul   | Grêmio FBPA                                        | Havelange Blaue Gruppe            |
| Rondônia            | Guajará EC                                         | Staatsmeister 2000                |
| Roraima             | Atlético Rio Negro Clube (RR)                      | Staatsmeister 2000                |
| Santa Catarina      | Joinville EC                                       | Staatsmeister 2000                |
| Santa Catarina      | Figueirense FC                                     | Einladung des CBF                 |
| São Paulo           | FC São Paulo                                       | Staatsmeister 2000                |
| São Paulo           | SC Corinthians                                     | Havelange Blaue Gruppe            |
| São Paulo           | Guarani FC                                         | Havelange Blaue Gruppe            |
| São Paulo           | Associação Portuguesa de Desportos                 | Havelange Blaue Gruppe            |
| São Paulo           | AA Ponte Preta                                     | Havelange Blaue Gruppe            |
| São Paulo           | FC Santos                                          | Havelange Blaue Gruppe            |
| Sergipe             | CS Sergipe                                         | Staatsmeister 2000                |
| Sergipe             | AC Lagartense                                      | Meldung durch Verband von Sergipe |
| Tocantins           | Palmas FR                                          | Staatsmeister 2000                |

## Modus
Der Modus bestand aus einem K.-o.-System. Für die ersten beiden Runden bestand die Regelung, dass wenn eine Mannschaft in einem Auswärts-Hinspiel mit mindestens zwei Toren unterschied gewinnt, es kein Rückspiel gibt.
Es zählte nach Hin- und Rückspiel nur die Anzahl der Siege. Ergab dieses keinen Sieger, zählte das Torverhältnis. Bei Gleichheit wurde die Auswärtstorregel angewandt. Stand nach heranziehen dieser kein Sieger fest, wurde dieser im Elfmeterschießen ermittelt.

## 1. Runde
|                               | Gesamt          |                      | Hinspiel | Rückspiel |
| ----------------------------- | --------------- | -------------------- | -------- | --------- |
| Ríver AC                      | 0:2             | CR Flamengo          | 0:2      | -         |
| Náutico Capibaribe            | 2:4             | ABC Natal            | 2:2      | 0:2       |
| UR Trabalhadores              | 2:3             | Mixto EC             | 2:1      | 0:2       |
| EC Comercial (MS)             | 2:5             | EC Juventude         | 2:0      | 0:5       |
| AD Ferroviária                | 2:6             | Coritiba FC          | 2:3      | 0:3       |
| Nacional FC (AM)              | 4:1             | Paysandu SC          | 3:0      | 1:1       |
| Operário FC (MS)              | 0:6             | Atlético Mineiro     | 0:6      | -         |
| Americano FC (RJ)             | 2:6             | Goiás EC             | 2:6      | -         |
| Cachoeiro FC                  | 1:3             | Fluminense FC        | 0:1      | 1:2       |
| J. Malucelli Futebol          | 1:4             | SER Juventude        | 1:0      | 0:4       |
| Villa Nova AC                 | 4:6             | Grêmio FBPA          | 3:2      | 1:4       |
| AC Lagartense                 | 1:5             | Santa Cruz FC        | 1:2      | 3:3       |
| Guajará EC                    | 1:2             | Rio Branco FC (AC)   | 1:1      | 0:1       |
| AS Arapiraquense              | 2:4             | EC Vitória           | 1:2      | 1:2       |
| Ceará SC                      | 5:3             | Paraná Clube         | 3:1      | 2:2       |
| Botafogo FC (PB)              | 00:11           | FC São Paulo         | 0:1      | 0:10      |
| Joinville EC                  | 1:3             | SC Corinthians       | 1:3      | -         |
| Goiânia EC                    | 2:1             | América Mineiro      | 1:1      | 1:0       |
| CS Alagoano                   | 4:4             | Sport Recife         | 3:4      | 1:0       |
| Moto Club de São Luís         | 2:4             | EC Flamengo          | 1:2      | 1:2       |
| Figueirense FC                | 3:5             | Portuguesa           | 2:3      | 1:2       |
| Atlético Rio Negro Clube (RR) | 1:8             | São Raimundo EC (AM) | 1:2      | 0:6       |
| SER Caxias do Sul             | 1:5             | Guarani FC           | 0:1      | 1:4       |
| FC Treze                      | 2:2 (2:3 i. E.) | Athletico Paranaense | 2:0      | 0:2       |
| Vila Nova FC                  | 4:6             | SC Internacional     | 3:3      | 1:3       |
| Sampaio Corrêa FC             | 0:2             | Fortaleza EC         | 0:2      | -         |
| América FC (RN)               | 1:4             | EC Bahia             | 1:4      | -         |
| AA Anapolina                  | 2:7             | FC Santos            | 1:2      | 1:5       |
| CS Sergipe                    | 1:4             | Botafogo FR          | 2:3      | 1:2       |
| Clube do Remo                 | 4:0             | Santos FC (AP)       | 1:0      | 3:0       |
| Palmas FR                     | 0:2             | SE Gama              | 0:0      | 0:2       |
| Castanhal EC                  | 1:9             | AA Ponte Preta       | 0:1      | 1:8       |

## 2. Runde
|                      | Gesamt |                      | Hinspiel | Rückspiel |
| -------------------- | ------ | -------------------- | -------- | --------- |
| ABC Natal            | 1:3    | CR Flamengo          | 1:3      | -         |
| EC Juventude         | 4:1    | Mixto EC             | 3:0      | 1:1       |
| Nacional FC (AM)     | 3:4    | Coritiba FC          | 2:2      | 1:2       |
| Goiás EC             | 5:3    | Atlético Mineiro     | 3:1      | 2:2       |
| SER Juventude        | 4:4    | Fluminense FC        | 4:1      | 0:3       |
| Santa Cruz FC        | 1:3    | Grêmio FBPA          | 1:0      | 0:3       |
| Rio Branco FC (AC)   | 0:3    | EC Vitória           | 0:0      | 0:3       |
| Ceará SC             | 2:4    | FC São Paulo         | 2:4      | -         |
| Goiânia EC           | 1:4    | SC Corinthians       | 0:1      | 1:3       |
| EC Flamengo          | 3:0    | Sport Recife         | 2:0      | 1:0       |
| Guarani FC           | 0:2    | Athletico Paranaense | 0:2      | -         |
| São Raimundo EC (AM) | 2:3    | Portuguesa           | 1:0      | 1:3       |
| EC Bahia             | 4:0    | FC Santos            | 2:0      | 2:0       |
| Fortaleza EC         | 1:0    | SC Internacional     | 1:0      | 0:0       |
| Clube do Remo        | 4:2    | Botafogo FR          | 2:1      | 2:1       |
| AA Ponte Preta       | 0:2    | SE Gama              | 0:0      | 2:0       |

## Turnierplan
|  | Achtelfinale         | Achtelfinale   | Achtelfinale |                      |   | Viertelfinale | Viertelfinale | Viertelfinale |  |  | Halbfinale | Halbfinale | Halbfinale |  |  | Finale | Finale | Finale |
|  |                      |                |              |                      |   |               |               |               |  |  |            |            |            |  |  |        |        |        |
|  | CR Flamengo          | 3              | 1 (3)        |                      |   |               |               |               |  |  |            |            |            |  |  |        |        |        |
|  | EC Juventude         | 0              | 1 (2)        |                      |   |               |               |               |  |  |            |            |            |  |  |        |        |        |
|  | EC Juventude         | 0              | 1 (2)        | CR Flamengo          | 2 | 1             |               |               |  |  |            |            |            |  |  |        |        |        |
|  |                      |                |              | CR Flamengo          | 2 | 1             |               |               |  |  |            |            |            |  |  |        |        |        |
|  |                      | Coritiba FC    | 3            | 1                    |   |               |               |               |  |  |            |            |            |  |  |        |        |        |
|  | Goiás EC             | Coritiba FC    | 3            | 1                    | 1 | 3             |               |               |  |  |            |            |            |  |  |        |        |        |
|  | Goiás EC             |                |              |                      | 1 | 3             |               |               |  |  |            |            |            |  |  |        |        |        |
|  | Coritiba FC          | 1              | 4            |                      |   |               |               |               |  |  |            |            |            |  |  |        |        |        |
|  | Coritiba FC          | 1              | 4            | Coritiba FC          | 1 | 0             |               |               |  |  |            |            |            |  |  |        |        |        |
|  |                      |                |              |                      |   |               |               |               |  |  |            |            |            |  |  |        |        |        |
|  |                      | Grêmio FBPA    | 3            | 1                    |   |               |               |               |  |  |            |            |            |  |  |        |        |        |
|  | Grêmio FBPA          | Grêmio FBPA    | 3            | 1                    | 1 | 0             |               |               |  |  |            |            |            |  |  |        |        |        |
|  | Grêmio FBPA          |                |              |                      | 1 | 0             |               |               |  |  |            |            |            |  |  |        |        |        |
|  | Fluminense FC        | 0              | 0            |                      |   |               |               |               |  |  |            |            |            |  |  |        |        |        |
|  | Fluminense FC        | 0              | 0            | Grêmio FBPA          | 2 | 4             |               |               |  |  |            |            |            |  |  |        |        |        |
|  |                      |                |              | Grêmio FBPA          | 2 | 4             |               |               |  |  |            |            |            |  |  |        |        |        |
|  |                      | FC São Paulo   | 1            | 3                    |   |               |               |               |  |  |            |            |            |  |  |        |        |        |
|  | FC São Paulo         | FC São Paulo   | 1            | 3                    | 3 | 2             |               |               |  |  |            |            |            |  |  |        |        |        |
|  | FC São Paulo         |                |              |                      | 3 | 2             |               |               |  |  |            |            |            |  |  |        |        |        |
|  | EC Vitória           | 0              | 0            |                      |   |               |               |               |  |  |            |            |            |  |  |        |        |        |
|  | EC Vitória           | 0              | 0            | Grêmio FBPA          | 2 | 3             |               |               |  |  |            |            |            |  |  |        |        |        |
|  |                      |                |              |                      |   |               |               |               |  |  |            |            |            |  |  |        |        |        |
|  |                      | SC Corinthians | 2            | 1                    |   |               |               |               |  |  |            |            |            |  |  |        |        |        |
|  | Clube do Remo        | SC Corinthians | 2            | 1                    | 3 | 1             |               |               |  |  |            |            |            |  |  |        |        |        |
|  | Clube do Remo        |                |              |                      | 3 | 1             |               |               |  |  |            |            |            |  |  |        |        |        |
|  | AA Ponte Preta       | 2              | 4            |                      |   |               |               |               |  |  |            |            |            |  |  |        |        |        |
|  | AA Ponte Preta       | 2              | 4            | AA Ponte Preta       | 0 | 5             |               |               |  |  |            |            |            |  |  |        |        |        |
|  |                      |                |              | AA Ponte Preta       | 0 | 5             |               |               |  |  |            |            |            |  |  |        |        |        |
|  |                      | Fortaleza EC   | 1            | 2                    |   |               |               |               |  |  |            |            |            |  |  |        |        |        |
|  | EC Bahia             | Fortaleza EC   | 1            | 2                    | 0 | 0             |               |               |  |  |            |            |            |  |  |        |        |        |
|  | EC Bahia             |                |              |                      | 0 | 0             |               |               |  |  |            |            |            |  |  |        |        |        |
|  | Fortaleza EC         | 0              | 3            |                      |   |               |               |               |  |  |            |            |            |  |  |        |        |        |
|  | Fortaleza EC         | 0              | 3            | AA Ponte Preta       | 0 | 0             |               |               |  |  |            |            |            |  |  |        |        |        |
|  |                      |                |              |                      |   |               |               |               |  |  |            |            |            |  |  |        |        |        |
|  |                      | SC Corinthians | 2            | 3                    |   |               |               |               |  |  |            |            |            |  |  |        |        |        |
|  | Athletico Paranaense | SC Corinthians | 2            | 3                    | 3 | 1             |               |               |  |  |            |            |            |  |  |        |        |        |
|  | Athletico Paranaense |                |              |                      | 3 | 1             |               |               |  |  |            |            |            |  |  |        |        |        |
|  | Portuguesa           | 1              | 1            |                      |   |               |               |               |  |  |            |            |            |  |  |        |        |        |
|  | Portuguesa           | 1              | 1            | Athletico Paranaense | 0 | 0             |               |               |  |  |            |            |            |  |  |        |        |        |
|  |                      |                |              | Athletico Paranaense | 0 | 0             |               |               |  |  |            |            |            |  |  |        |        |        |
|  |                      | SC Corinthians | 0            | 1                    |   |               |               |               |  |  |            |            |            |  |  |        |        |        |
|  | EC Flamengo          | SC Corinthians | 0            | 1                    | 1 | 0             |               |               |  |  |            |            |            |  |  |        |        |        |
|  | EC Flamengo          |                |              |                      | 1 | 0             |               |               |  |  |            |            |            |  |  |        |        |        |
|  | SC Corinthians       | 8              | 3            |                      |   |               |               |               |  |  |            |            |            |  |  |        |        |        |

## Finalspiele

### Hinspiel
| Grêmio FBPA                                                 | Grêmio FBPA | SC Corinthians | SC Corinthians |
| ----------------------------------------------------------- | --- | --- | -------------- |
| Grêmio FBPA                                                 | \| 10. Juni 2001 in Porto Alegre (Estádio Olímpico Monumental) \| \| Ergebnis: 2:2 (0:1) \| \| Zuschauer: 40.491 \| \| Schiedsrichter: Márcio Rezende de Freitas \|                    | \| 10. Juni 2001 in Porto Alegre (Estádio Olímpico Monumental) \| \| Ergebnis: 2:2 (0:1) \| \| Zuschauer: 40.491 \| \| Schiedsrichter: Márcio Rezende de Freitas \|                                                                 | SC Corinthians |
| Grêmio FBPA                                                 | Danrlei, Ânderson Lima, Marinho, Mauro Galvão (Roger) (60.), Ânderson Polga, Rubens Cardoso, Eduardo Costa, Tinga, Zinho, Warley (Cláudio Pitbull) (54.), Luís Mário Cheftrainer: Tite | Maurício Assolini, Rogério, Rafael Scheidt, João Carlos, Kléber, Otacílio, André Luiz (Gil) (72.), Marcelinho Carioca (Emerson Pereira) (82.), Ricardinho, Ewerthon, Müller, (Marcos Senna) (65.) Cheftrainer: Vanderlei Luxemburgo | SC Corinthians |
| Grêmio FBPA                                                 | 1:2 Luís Mário (64.) 2:2 Luís Mário (69.) | 0:1 Marcelinho Carioca (28.) 0:2 Müller (51.) | SC Corinthians |
| Grêmio FBPA                                                 | Cardoso, Eduardo Costa | Scheidt, Otacílio, André Luiz | SC Corinthians |
| 10. Juni 2001 in Porto Alegre (Estádio Olímpico Monumental) | | |                |
| Ergebnis: 2:2 (0:1)                                         | | |                |
| Zuschauer: 40.491                                           | | |                |
| Schiedsrichter: Márcio Rezende de Freitas                   | | |                |

### Rückspiel
| SC Corinthians                                  | SC Corinthians | Grêmio FBPA | Grêmio FBPA |
| ----------------------------------------------- | --- | --- | ----------- |
| SC Corinthians                                  | \| 17. Juni 2001 in São Paulo (Estádio do Morumbi) \| \| Ergebnis: 1:3 (0:1) \| \| Zuschauer: 80.000 \| \| Schiedsrichter: Antônio Pereira da Silva \|                                                                             | \| 17. Juni 2001 in São Paulo (Estádio do Morumbi) \| \| Ergebnis: 1:3 (0:1) \| \| Zuschauer: 80.000 \| \| Schiedsrichter: Antônio Pereira da Silva \|                                               | Grêmio FBPA |
| SC Corinthians                                  | Maurício Assolini, Rogério (Andrezinho) (66.), Rafael Scheidt, João Carlos, Kléber, Otacílio, Marcos Senna (Emerson Pereira) (46.), Marcelinho Carioca, Ricardinho, Ewerthon, Müller (Gil) (47.) Cheftrainer: Vanderlei Luxemburgo | Danrlei, Ânderson Lima (Itaqui) (80.), Marinho, Mauro Galvão (Alex Xavier) (46.), Roger, Rubens Cardoso, Ânderson Polga, Tinga, Zinho, Marcelinho, Luís Mário (Fábio Baiano) (55.) Cheftrainer: Tite | Grêmio FBPA |
| SC Corinthians                                  | 1:2 Ewerthon (74.) | 0:1 Marinho (42.) 0:2 Zinho (46.) 1:3 Marcelinho (86.) | Grêmio FBPA |
| SC Corinthians                                  | João Carlos, Kléber | Ânderson Lima, Roger, Alex Xavier | Grêmio FBPA |
| SC Corinthians                                  | Scheidt (70.) | | Grêmio FBPA |
| 17. Juni 2001 in São Paulo (Estádio do Morumbi) | | |             |
| Ergebnis: 1:3 (0:1)                             | | |             |
| Zuschauer: 80.000                               | | |             |
| Schiedsrichter: Antônio Pereira da Silva        | | |             |

## Die Meistermannschaft
| 4. | Grêmio FBPA |
|    | - Tor: Danrlei, Rafael Cordova, Eduardo Martini, André Sangalli - Abwehr: Mauro Galvão, Nenê, Pedrinho, Itaqui, Gabriel Atz, Roger, Ânderson Lima, Marinho, Rubens Cardoso, Joel Marcos, Pansera, Alexandro Vieira, Ânderson Polga, Claudiomiro - Mittelfeld: Vagner Marcelino, Tinga, Rodrigo Fabri, Rodrigo Mendes, Marcelinho, Eduardo Costa, Careca, Rafael Toledo, Tales, Zinho, Fábio Baiano, Gavião, Fábio de los Santos, Emerson - Angriff: Warley, Luís Mario, Guilherme Weisheimer, Leandro Amaral, Cláudio Pitbull, Rodrigo Gral, Renato Martins |

## Torschützenliste
| Pl. | Nat.        | Spieler            | Verein       | Tore    |
| --- | ----------- | ------------------ | ------------ | ------- |
| 1   | Brasilianer | Washington         | Ponte Preta  | 10 Tore |
| 2   | Brasilianer | França             | FC São Paulo | 8 Tore  |
| 3   | Brasilianer | Ewerthon           | Corinthians  | 7 Tore  |
| 4   | Brasilianer | Marcelinho Carioca | Corinthians  | 6 Tore  |
| 4   | Brasilianer | Zinho              | Grêmio       | 6 Tore  |